# Fernmeldeturm Allenberg
Der Fernmeldeturm Allenberg ist ein 71 Meter hoher Fernmeldeturm auf dem Allenberg in der Nähe des Industriegebietes Rüthen Heidberg, zwischen Brilon und Rüthen.
Der Fernmeldeturm Allenberg entspricht von der Bauweise her einem Typenturm (FMT 1), ihm fehlt aber der Antennenträger.
In den 1980er Jahren sollte zu seinen Füßen ein Munitionsdepot der NATO entstehen. Es wurde aber wegen des Ende des Kalten Kriegs nicht vollendet.
Seit 2012 brütet der Wanderfalke in einem Nistkasten der Arbeitsgemeinschaft Wanderfalkenschutz Nordrhein-Westfalen am Fernmeldeturm Allenberg.

## Einzelnachweise

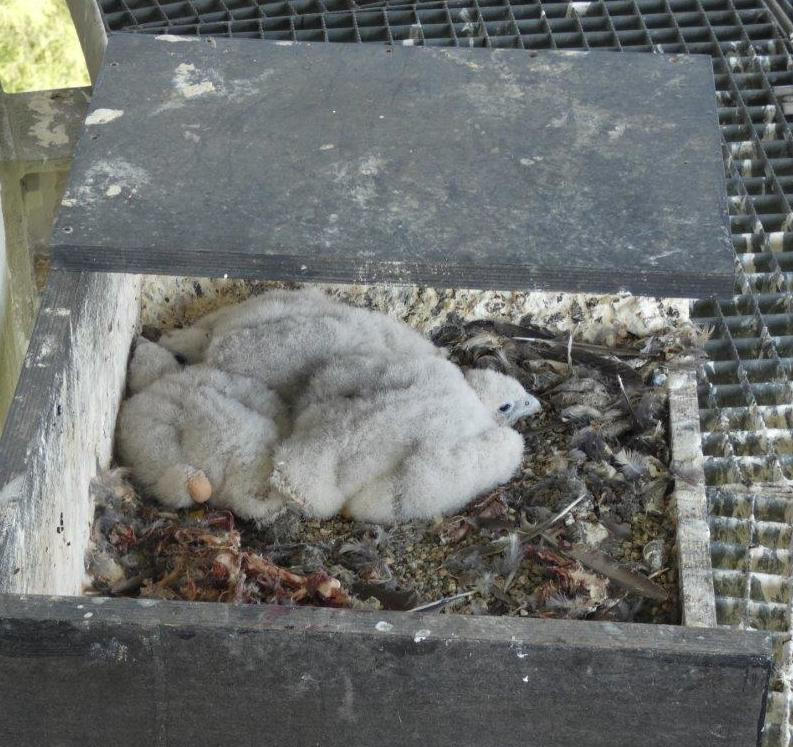
Drei Wanderfalkenjungvögel 2020 in Nistkasten am Turm